# 茅竝基
茅並基（？—1453年），字惟揚，以字行，浙江寧波府慈人，明朝政治人物。

## 生平
茅惟揚是永樂十二年（1414年）舉人，次年（1415年）聯捷進士，獲授行在廣西道監察御史，改任四川道監察御史，都察院的奏疏及讞獄的不確定處都由他裁擇，宣德六年（1431年）陞四川按察司僉事，正統七年（1442年）轉為山西按察司副使，十四年（1449年）回任四川按察司僉事。
之後茅惟揚歷任河南按察司副使、四川按察使，景泰四年（1453年）被兵部右侍郎李賢彈劾年老而致仕，回鄉時行李沒有羨金，縣人錢源寫詩讚美他：「四十二年簪獬豸，曾無寸地起樓臺。」同年去世，兒子茅蓁是景泰元年舉人，孫子茅光則是弘治三年進士。

## 引用
1. 1 2  光緒《慈谿縣志·卷二十六·列傳三》：茅維揚，字維揚 雍正志名並基，以字行 ，資性峭深有智計，永樂十三年進士，初拜行在廣西道監察御史 雍正府志楊士奇當國，其婣屬有犯法者，維揚按如律 ，尋改四川道 雍正志維揚按士奇婣屬罪，上知之亟稱曰：「此御史可用，改四川道。」 ，臺中奏疏及諸道讞獄當否皆出其裁擇，擢四川僉事，轉河南副使、四川按察使，所至有廉名，歸田之日囊無羨金，邑人錢源以詩美之，有曰：「四十二年簪獬豸，曾無寸地起樓臺。」 嘉靖府志 子蓁，景泰元年舉人，福建布政使理問，孫光著，宏治三年進士……雍正志
2. ↑  光緒《慈谿縣志·卷二十·選舉中》：舉人……永樂十二年甲午科……茅並基 乙未進士。按成化志本作茅惟揚，嘉靖通志、府學提名碑同，碑惟作維；天啟志本傳茅維揚名並基，以字行，據碑錄正作茅並基，是署榜仍以名也，今依嘉靖志改；又按《浙江通志》茅並基作慈谿人，末又別出茅惟揚作鄞人殊誤。……進士……永樂十三年乙未科陳循榜……茅並基 廉使。按成化志本作惟揚，與舉人表同，今並依碑錄改，有傳
3. ↑  《明宣宗章皇帝實錄·卷八十四》：（宣德六年十月）庚申陞……四川道監察御史茅惟揚為四川按察司僉事……
4. ↑  《明英宗睿皇帝實錄·卷九十四》：（正統七年七月）辛酉陞……茅惟揚為山西按察司副使……
5. ↑  《明英宗睿皇帝實錄·卷一百七十七》：（正統十四年四月）己未陞……茅惟揚為四川按察使僉事……
6. ↑  《明英宗睿皇帝實錄·卷二百三十三·廢帝郕戾王附錄第五十一》：（景泰四年九月庚辰）命四川按察使茅惟揚致仕，以兵部右侍郎李賢考察其昏耄也。
7. ↑  《明英宗睿皇帝實錄·卷二百三十六·廢帝郕戾王附錄第五十四》：是歲（景泰四年）致仕雲南左布政使應履平、山西左布政使使王瑛、四川按察使茅惟揚卒……惟揚浙江慈谿縣人，由進士歷監察御史，四川按察僉事、河南副使、四川按察使致仕，為人廉慎寡欲，但乏風紀之才。